# 低頻
低頻（英語：LF, Low frequency），是指頻帶由30 KHz到300 KHz的無線電電波。
LF多用作衛星導航系統（差分全球定位系統）、國際廣播以及AM廣播等，另外亦可用作電波時計（授時）。
一些無線電頻率識別（RFID技術）標籤使用低頻。 這些標籤通常被稱為 LFID's或LowFID's（低頻率識別）。
低頻發射天線的高功率發射機需要大量的空間，在美國和歐洲引起爭議，擔心暴露於高功率無線電波對健康可能會受影響。
比低頻略高的是中頻。